# Тусо Мбеду
Тусо Нокванда Мбеду (нар. 8 липня 1991) — південноафриканська акторка, відома завдяки своїй грі в південноафриканському підлітковому драматичному серіалі Is'Thunzi, за який двічі поспіль була номінована на Міжнародну премію Еммі в 2017 та 2018 роках. Пізніше Мбеду з'явився у списку Forbes Africa 30 under 30 у 2018 році.
У 2021 році знялася в обмеженому серіалі Amazon Video « Підземна залізниця» в ролі Кори, що зробило першою південноафриканською акторкою, яка зіграла головну роль в американському телесеріалі, і принесла премію Independent Spirit Award за найкращу жіночу роль у новому сценарії серіалу. Потім дебютувала в американському історичному епосі «Королева-воїн „ (2022) у ролі Наві. 

## Ранній життєпис
Мбеду народилося 1991 року в медичному центрі Мідлендс у Пітермаріцбурзі, Квазулу-Натал, від матері зулу та батька за походженням басото та коса. Вона була вихована в районі Пелем її бабусею зулу, яка стала законним опікуном після смерті обох її батьків у ранньому віці.
Мбеду відвідувала початкову школу Пелем, а потім Пітермаріцбурзьку середню школу для дівчат . Вона продовжила вивчати театр та управління виконавськими мистецтвами в Вітватерсрандському університеті (Вітс), який закінчила в 2013 році з відзнакою після того, як також пройшла курс в Студії акторської майстерності Стелли Адлер у Нью-Йорку в 2012 році.
Її мультикультурна спадщина представлена в її іменах Тусо (що походить від сото), Нокванда (що походить від зулу) та Мбеду (що походить від коса). Вона не дізналася, поки не подорослішала, що її дід по батьківській лінії походив з Лесото і що її прізвище, Мбеду, є прізвищем коса коса, яке вона помилково вважала — сото.

## Кар'єра
Наприкінці 2014 року Мбеду зіграла невелику роль у другому сезоні Mzansi Magic soapie Isibaya , а потім отримала роль студентки журналістики з Кітсо в «Скандал!» .  Потім вона зіграла гостьову роль Хеті у другому сезоні підліткового драматичного серіалу SABC 2 «Зміїний парк», а також головна роль Боні Хумало в телесеріалі «Святі та грішники».
Пробувши без роботи протягом шести місяців, Мбеду отримала свою першу головну роль на телебаченні в підлітковому драматичному серіалі «Магія Мзансі» Is'Thunzi, прем'єра якого відбулася в жовтні 2016 року. У серіалі вона зіграла Вінні, зухвалу та жваву дівчину, яка мріє вийти заміж за багатого та відомого гравця в регбі, але її мрії розбиваються, коли її висилають жити до своєї суворої тітки в Бергвіль. Під час зйомок сцени зґвалтування для шоу вона пережила напад паніки. У вересні 2017 року акторка була номінована на міжнародну премію «Еммі» в категорії «Найкраща жіноча роль» за роль Вінні в «Іс'Тунці» і була єдиною африканкою, номінованою того року.
Мбеду дебютувала на міжнародному рівні в ролі Кори в історичному серіалі Amazon Video «Підземна залізниця» 2021 року, заснованому на однойменному романі Колсона Вайтгеда, режисером і виконавчим продюсером якого став лауреат премії «Оскар» Баррі Дженкінс . За серіал Мбеду отримав нагороди Голлівудської асоціації критиків, «Незалежний дух» та кінопремію «Готем» .
У квітні 2021 року було оголошено, що Мбеду дебютує в ролі Наві разом із Віолою Девіс у історичному епічному фільмі «Королева-воїн», натхненному реальними подіями, що відбулися в Королівстві Дагомея, одній із наймогутніших держав. Африки в XVIII—XIX ст. Режисером фільму стала Джина Прінс-Байтвуд за сценарієм співавтора фільму «Батьківство» Дани Стівенс .
У 2023 році Мбеду стала послом та представником L'Oréal для країн Африки на південь від Сахари. У серпні 2023 року Мбеду записала виступи «Не зовсім спокутування сумнозвісних чітів на ультрамарафон у Південній Африці» на аудіоплатформі Curio.

## Фільмографія
| Denotes productions that have not yet been released | Позначає продукти, які ще не вийшли |

### Фільми
| Рік  | Назва         | роль | Примітки                                      |
| ---- | ------------- | ---- | --------------------------------------------- |
| 2022 | Королева-воїн | Наві | Допоміжний / спільне виконання головних ролей |

### Телебачення
| Рік       | Назва               | Роль         | Примітки                       |
| --------- | ------------------- | ------------ | ------------------------------ |
| 2014–2018 | Святі і грішники    | Боні Хумало  | Головна роль                   |
| 2014      | Ісібая              | Носіса       | 3 епізоди                      |
| 2015–2017 | Скандал!            | Кицьо Медупе | Роль другого плану (15 серій)  |
| 2015      | Зміїний парк        | Хеті         | Роль гостя                     |
| 2016–2017 | Іс'Тунці            | Вінні Бхенгу | Головна роль (25 серій)        |
| 2017–2019 | Шуга                | Іпеленг      | Повторювана роль (20 епізодів) |
| 2018      | Покоління: Спадщина | Окухле Целе  | Повторювана роль               |
| 2018      | Гарнір              | Фіве         | міні-серіал                    |
| 2021      | Підземна залізниця  | Кора Рендалл | Міні-серіал (8 серій)          |
| 2023      | Кастлванія: Ноктюрн | Аннет        | Мультсеріал                    |

## Нагороди та номінації
| рік      | Асоціація                                       | Категорія                                                                 | Номіновані твори   | Результат | посилання |
| -------- | ----------------------------------------------- | ------------------------------------------------------------------------- | ------------------ | --------- | --------- |
| 2017 рік | DSTV Вибір глядачів                             | Найкраща жіноча роль                                                      | Іс'Тунці           | Перемога  |           |
| 2017 рік | Міжнародна премія Еммі                          | Найкраща жіноча роль                                                      | Іс'Тунці           | Номінація |           |
| 2018 рік | Південноафриканська кіно- та телевізійна премія | Найкраща актриса телевізійної драми                                       | Іс'Тунці           | Перемога  |           |
| 2018 рік | Міжнародна премія Еммі                          | Найкраща жіноча роль                                                      | Іс'Тунці           | Номінація |           |
| 2019 рік | Південноафриканська кіно- та телевізійна премія | Найкраща жіноча роль — теледрама                                          | Іс'Тунці           | Номінація |           |
| 2021 рік | Нагороди TCA                                    | Індивідуальні досягнення в драмі                                          | Підземна залізниця | Номінація |           |
| 2021 рік | Black Reel Awards                               | Видатна актриса, телефільм / лімітований серіал                           | Підземна залізниця | Номінація |           |
| 2021 рік | TV Awards Асоціації Голлівудських критиків      | Найкраща актриса обмеженого серіалу, антологічного серіалу або телефільму | Підземна залізниця | Номінація |           |
| 2021 рік | TV Awards Асоціації Голлівудських критиків      | Зірка телепрориву                                                         | Підземна залізниця | Перемога  |           |
| 2021 рік | Gotham Awards                                   | Видатна продуктивність у новій серії                                      | Підземна залізниця | Перемога  | [ 35 ]    |
| 2022 рік | Телевізійна премія Critics' Choice              | Найкраща актриса в міні-серіалі або телефільмі                            | Підземна залізниця | Номінація | [ 36 ]    |
| 2022 рік | Independent Spirit Awards                       | Найкраща жіноча роль у новому сценарному серіалі                          | Підземна залізниця | Перемога  | [ 37 ]    |
| 2023 рік | Black Reel Awards                               | Black Reel Award за найкращий прорив у виконанні Female                   | Королева-воїн      | Перемога  |           |